# Aethotaxis mitopteryx pawsoni
Aethotaxis mitopteryx pawsoni és una subespècie de peix pertanyent a la família dels nototènids. És un peix d'aigua marina i batipelàgic, el qual viu entre 390 i 850 m de fondària. Es troba a l'oceà Antàrtic: la península Antàrtica i el mars de Weddell i Scotia. És inofensiu per als humans.

## Descripció
- Pot arribar a fer 18,5 cm de llargària màxima.
- Tronc gris violaci i oliós.
- L'interior de la boca i de les obertures branquials són foscos.
- 8 espines i 34 radis tous a l'aleta dorsal i 31 radis tous a l'anal.[4][6]